# LeVar Burton
Levardis Robert Martyn (Levar) Burton Jr. (Landstuhl, Duitsland, 16 februari 1957) is een Amerikaanse acteur.
Hij studeerde aan de theateropleiding van de University of Southern California toen hij werd uitgenodigd de rol van Kunta Kinte in de televisieserie "Roots" te vervullen. Hij won daarvoor een Emmy.
Later speelde hij in een aantal andere televisieseries zoals:
- Reading Rainbow van PBS
- The Jesse Owens Story
- Emergency Room
- The Midnight Hour
- Community
- The Big Bang Theory

Het bekendst is hij van de serie Star Trek: The Next Generation waarin hij de rol van Geordi La Forge speelt, de blinde hoofdtechnicus die dankzij een zogenoemd 'vizier' (Engels: visor) weer kan zien.
Burton is ook bekend als filmacteur, niet alleen van de Star Trekfilms, maar ook van:
- Looking for Mr. Goodbar
- The Hunter
- The Supernaturals
- Taken in Broad Daylight

Hij was politie-inspecteur in de videoclip van de band Cameo getiteld Word up.
- Bibsys: 9003647
- Biblioteca Nacional de España: XX1272426
- Bibliothèque nationale de France: cb140412261 (data)
- Catàleg d'autoritats de noms i títols de Catalunya: 981058523558106706
- Gemeinsame Normdatei: 1019537787
- International Standard Name Identifier: 0000 0000 7824 1331
- Library of Congress Control Number: n78064054
- MusicBrainz: 779d9c45-8cc7-4e10-a06d-fd9c21f3564e
- Nationale bibliotheek van Australië: 35487124
- Nationale Bibliotheek van Israël: 987007349690305171
- Nederlandse Thesaurus van Auteursnamen: 073777358
- SNAC: w6hx1k6w
- Système universitaire de documentation: 243027095
- Virtual International Authority File: 100241746
- WorldCat: E39PBJgRX97PhRXyPg6wwTrXh3